# Tsurevski
Tsurevski - Цуревский (rus) - és un khútor del krai de Krasnodar, a Rússia. Es troba al vessant septentrional del Caucas occidental, a la vora esquerra del Pxekha. És a 6 km a l'oest d'Apxeronsk i a 93 km al sud-est de Krasnodar.
Pertany a la ciutat d'Apxeronsk.